# الطريق الوطنية رقم 17 (تونس)
الطريق الوطنية رقم 17 أو ط و17 طريق رئيسية تونسية تصل بين مدينتي طبرقة وفريانة، وهي تمرّ بالمدن التالية على التوالي:
- طبرقة،
- عين دراهم،
- فرنانة،
- جندوبة،
- نبر،
- الكاف،
- تاجروين،
- القلعة الخصبة،
- تالة،
- القصرين،
- فريانة.